# 満足院
満足院（まんぞくいん）は、東京都世田谷区にある真宗誠照寺派の寺院。真宗誠照寺派としては関東地方で唯一の寺院である。

## 歴史
当院所属宗派の真宗誠照寺派（以降「誠照寺派」とする。）は浄土真宗の一派で、福井県鯖江市の誠照寺を本山としている。1934年（昭和9年）に、誠照寺別院として創建された。
誠照寺派は五摂家の二条家の関係が深く、本山の誠照寺は門跡寺院の格式を得ている。当院も「別格門跡別院」を称し、院主（住職）は二条家の出身である。
また誠照寺派の東京出張所としての役割もあり、誠照寺派僧侶を育成する「眞修学院」を併設している。

## 交通アクセス
- 小田急小田原線梅ヶ丘駅より徒歩4分。